# Lijst van burgemeesters van Vlissingen
Dit is een lijst van burgemeesters van de Nederlandse gemeente Vlissingen in de provincie Zeeland.
De eerste bij naam bekende burgemeester van Vlissingen was Cornelis Janssen. Vanaf de tijd dat Vlissingen stadsrechten kreeg, in 1315, tot aan 1795 had de stad altijd twee burgemeesters, waarvan er altijd één uit Vlissingen kwam. In 1795 namen de Fransen de stad in en werd de burgemeester een maire genoemd, dit duurde een jaar. Daarna kwam er een stadsbestuur dat uit dertien man bestond. Vlissingen kwam in 1807 opnieuw onder Frans bestuur, in 1808 werd er opnieuw en maire ingesteld, bijgestaan door twee advocaten. Na 1814, toen Vlissingen weer onder Nederlands bestuur kwam, werd er weer één burgemeester aangesteld. Vanaf 1816 werden dat er weer twee, benoemd door de koning. Sinds 1824 werd de stad weer bestuurd door één burgemeester, voor zes jaar benoemd door de koning of koningin.

## 1468-1807
| Ambtsperiode              | Naam burgemeester                             | Leven                                                  | Partij of stroming | Bijzonderheden |
| ------------------------- | --------------------------------------------- | ------------------------------------------------------ | ------------------ | --- |
| 1468-1469                 | Cornelis Janssen                              |                                                        |                    | een van de twee burgemeesters |
| 1548-1563                 | Bouwen Jacobse Schot                          | circa 1500 – circa 1565                                |                    | niet de gehele aangegeven periode doorlopend burgemeester; ook herhaaldelijk schepen; broer van Jan Jacobse Schot; vader van Jacob, Geleijn, Cornelis, Jan, Mels, en Jasper Bouwens Schot |
| 1551                      | Jan Jacobse Schot                             |                                                        |                    | ook herhaaldelijk schepen; broer van Bouwen Jacobse Schot |
| 1551-1558                 | Adriaan Jaspersz.                             | † 1558                                                 |                    | niet de gehele aangegeven periode doorlopend burgemeester; ook herhaaldelijk schepen |
| 1552-1558                 | Sebastiaan Geleinsz.                          |                                                        |                    | ook herhaaldelijk schepen |
| 1554                      | Jan Hendriksz. Smit                           |                                                        |                    | ook herhaaldelijk schepen |
| 1555                      | Hendrik Cornelisz. Roose                      |                                                        |                    | ook herhaaldelijk schepen |
| 1556-1557                 | Rogier Cobbaert                               | † 1564                                                 |                    | ook herhaaldelijk schepen; Eewoudina Cobbaert (wellicht een nakomelinge van hem) huwde Jacob Janse Schot                                                                                  |
| 1560 en 1562              | Jan Jansz. Kint                               | † 1563                                                 |                    | ook herhaaldelijk schepen |
| 1561-1563                 | Cornelis Hendriksz. Roose                     |                                                        |                    | ook herhaaldelijk schepen |
| 1561 en 1563-1567 en 1569 | Bartholomeus Cornelisz. Porrenaer             |                                                        |                    | ook herhaaldelijk schepen |
| 1564-1566 en 1570-1571    | Michiel Adriaansz. Creyt                      |                                                        |                    | ook herhaaldelijk schepen |
| 1567-1568 en 1571         | Andries Pietersz. Hymans                      |                                                        |                    | ook herhaaldelijk schepen |
| 1568-1569 en 1571         | Adriaan IJsemans                              |                                                        |                    | ook herhaaldelijk schepen |
| 1572-1573                 | Glaude Willemsz.                              |                                                        |                    | een der vier kapiteins die in opstand kwamen |
| 1572-1574                 | Apollonius Ingelsz.                           |                                                        |                    | |
| 1574 en 1575              | Eustaes Adriaens van Polanen                  |                                                        |                    | ook herhaaldelijk schepen; spellingsvarianten onder meer: Eustace, Eustacius, Eustatius, Adriaans, Adriaensz, Adriaensen                                                                  |
| 1575-1590                 | Geleijn Bouwense Schot                        | † 1602                                                 |                    | niet de gehele aangegeven periode doorlopend burgemeester; ook raad en herhaaldelijk schepen; zoon van Bouwen Jacobse Schot                                                               |
| 1576                      | Antheunis Woutersz. van Bergen                |                                                        |                    | ook herhaaldelijk schepen |
| 1580                      | Jacob Bouwense Schot                          | † 16 november 1580                                     |                    | voordien schepen en raad; zoon van Bouwen Jacobse Schot |
| 1584-1597                 | Pieter de Wachter                             | † 1605                                                 |                    | burgemeester in 1580, 1581, 1582, 1596, 1597 |
| 1584-1585                 | Pieter Willemsen                              |                                                        |                    | |
| 1586-1604                 | Jacques Gellee                                | † 1607                                                 |                    | niet de gehele aangegeven periode doorlopend burgemeester |
| ?                         | Jan Lambrechtsen Coolen                       | 1554-1619                                              |                    | zevenmaal burgemeester; een der oprichters VOC; zijn epitaaf bevindt zich in de Sint-Jacobskerk                                                                                           |
| 1617-1625                 | Geleijn Adriaensz. Boer                       | † 4 oktober 1625                                       |                    | niet de gehele aangegeven periode doorlopend burgemeester; bewindhebber VOC; zijn dochter Tanneken Gelijns Boers gezegd Schot huwde Cornelis Lampsins                                     |
| ca. 1621                  | Jan de Moor                                   | circa 1577-1644                                        |                    | burgemeester van Vlissingen, kleinzoon van viceadmiraal Jan de Moor (viceadmiraal) |
| 1633-1634 en 1639         | Nicolaas Janssen Honigh                       |                                                        |                    | burgemeester van Vlissingen, de Nicolaes Honighstraat te Vlissingen is naar deze burgemeester vernoemt.                                                                                   |
| 1631-1650                 | Jacob Janse Schot                             | gestorven 5 juli 1650                                  |                    | ook raad en herhaaldelijk schepen; kleinzoon van Bouwen Jacobse Schot; gehuwd met Eewoudina Cobbaert                                                                                      |
| 1641-1654                 | mr. Johan Cardon                              | 1603-1671                                              |                    | bewindhebber VOC-Kamer Zeeland |
| 1648-1661                 | Adriaen Pieters van Hecke                     | † 9 mei 1663                                           |                    | niet de gehele aangegeven periode doorlopend burgemeester; ook raad en herhaaldelijk schepen; gehuwd met Susanna, dochter van Jasper Bouwense Schot                                       |
| 1654-1660                 | Cornelis Lampsins                             | Vlissingen 1600 - Vlissingen 1664                      |                    | baron van Tobago, gehuwd met dochter van Geleijn Adriaensz. Boer |
| 1657-1656 en 1665-1668    | Adriaen van Goch                              | † 12 februari 1671                                     |                    | |
| 1660-1676                 | mr. Daniel Cardon                             |                                                        |                    | |
| 1662-1692                 | mr. Apollonius Ingels                         | † 1682                                                 |                    | niet de gehele aangegeven periode doorlopend burgemeester; vader van Maria die achtereenvolgens Isaac van Pere en Johan Meester huwde; broer van Caspar                                   |
| 1672                      | mr. Caspar Ingels                             | † 1681                                                 |                    | broer van Apollonius |
| 1681-1689                 | Isaac van Pere                                | † 6 maart 1690                                         |                    | niet de gehele aangegeven periode doorlopend burgemeester; heer van West-Souburg; bewindhebber WIC, heer van West-Souburg; gehuwd met Maria Ingels                                        |
| 1693 en 1703              | Johan Meester                                 | † 2 april 1726                                         |                    | gehuwd met Maria Ingels |
| voor 1704                 | Gillis Thyssen                                |                                                        |                    | spellingsvariant: Tyssen |
| 1706-1707                 | Johan van Pere                                | † 1726                                                 |                    | wellicht oom van C. en I. van Pere |
| 1719-1720                 | Jean Baptist van der Mandere                  | Gent 13 maart 1668 – Vlissingen 26 oktober 1721        |                    | vader van J. van der Mandere van Ouwerkerk |
| ?                         | Cornelis van Pere                             | 1667 – Souburg 3 januari 1746                          |                    | heer van Oost- en West-Souburg, broer van I. van Pere |
| ?                         | Isaac van Pere                                |                                                        |                    | broer van C. van Pere |
| circa 1737                | Gerard Lambrechtsen                           |                                                        |                    | |
| 1738-1757                 | mr. Jacob van der Mandere van Ouwerkerk       | Gent 23 augustus 1707 – Den Haag 19 mei 1775           |                    | vijfmaal burgemeester, niet de gehele aangegeven periode doorlopend; zoon van J.B. van der Mandere                                                                                        |
| circa 1744                | Anthony Pieter van Dishoeck                   |                                                        |                    | bouwer van het monumentale Van Dishoeckhuis dat in 1986 afgebroken werd |
| circa 1748                | Willem Barend Lambrechtsen                    | Vlissingen 24 augustus 1696 – Vlissingen 16 maart 1761 |                    | meermalen burgemeester |
| 1764-1765                 | mr. Evert Clyver                              |                                                        |                    | niet de gehele aangegeven periode doorlopend burgemeester; spellingsvariant: Clijver |
| 17??-17??                 | Claude de Chuy                                | † 1774                                                 |                    | |
| 17??-17??                 | mr. Nicolaas van Hoorn van Burg en Crayesteyn | 1703-1776                                              |                    | |
| 1782-1789                 | Pieter Jacob Clyver                           |                                                        |                    | niet de gehele aangegeven periode doorlopend burgemeester; zijn dochter Johanna Adriana Petronella huwde J.J. Becker; spellingsvariant: Clijver                                           |
| 17??-1795                 | Abraham van Doorn van der Boede               | Essequebo 17 juni 1760 – Vlissingen 31 mei 1814        |                    | |

## 1808-heden
| Ambtsperiode                        | Naam burgemeester                              | Leven                                                           | Partij of stroming | Bijzonderheden |
| ----------------------------------- | ---------------------------------------------- | --------------------------------------------------------------- | ------------------ | --- |
| 1808 - 1810                         | mr. Adriaan François Lammens                   | Vlissingen 9 januari 1767 - 's-Gravenhage 24 september 1847     |                    | maire, was maire van Axel |
| 1811-1814                           | mr. Abraham van Doorn van der Boede            | Essequebo 17 juni 1760 – Vlissingen 31 mei 1814                 |                    | maire |
| 1815-1836                           | Johan Jacob Becker                             | Delfzijl 1774 – Vlissingen 19 juli 1836                         |                    | directeur van het postkantoor; lid van de Staten van Zeeland; vrijmetselaar; gehuwd met dochter van P.J. Clijver; overleed als burgemeester                    |
| januari 1837-1848                   | Abraham van der Swalme                         | 2 november 1777 – 9 oktober 1848                                |                    | notaris; lid van de Provinciale Staten van Zeeland |
| 1848 – 1 januari 1869               | dr. Jacob Willem Callenfels                    | Sluis 22 augustus 1792 – Vlissingen 12 april 1882               |                    | arts; lid van de Provinciale Staten van Zeeland; overgrootvader van burgemeester P.C. Callenfels                                                               |
| 1 januari 1869 – 1 juni 1879        | Henri Pierre Winkelman                         | Vlissingen 8 april 1813 – Vlissingen 18 augustus 1879           |                    | apotheker; wethouder 1861-1868; lid der Staten van Zeeland 1864-1875                                                                                           |
| 1 juli 1879 – 1 mei 1885            | Arie Smit                                      | Slikkerveer 1 mei 1845 – 's-Gravenhage 10 mei 1935              | Liberale Unie      | |
| 1885                                | Adolf Hugo Jan Diemont van Dathar              | Groningen 22 juni 1825 – Arnhem 6 juli 1885                     |                    | benoemd op 19 juni, overleed nog voor hij op zijn post was; koning Willem III trok daarop zijn benoeming in; legde in 1883-1884 de Vlissingse waterleiding aan |
| 1 augustus 1885 – 1 augustus 1888   | Arie Smit                                      | Slikkerveer 1 mei 1845 – 's-Gravenhage 10 mei 1935              | Liberale Unie      | toonde zich bereid weer burgemeester te worden na het overlijden van zijn opvolger                                                                             |
| 1 augustus – 19 oktober 1888        | Theunis van Uije Pieterse                      | Goes 29 mei 1819 – Vlissingen 3 december 1903                   |                    | waarnemend; notaris; wethouder 3 september 1864 – 1901; herhaaldelijk locoburgemeester ten laatste 1901; lid van de Provinciale Staten van Zeeland             |
| 19 oktober 1888-1 augustus 1897     | Henri Paul Jules Tutein Nolthenius             | Deventer 9 maart 1861 – Epse 8 december 1930                    |                    | |
| 15 oktober 1897 - 1 oktober 1919    | jhr. mr. Anthonij Adriaan van Doorn            | Nieuw- en Sint Joosland 19 juni 1854 – Haarlem 12 november 1935 |                    | kleinzoon van mr. Abraham van Doorn |
| 1 oktober 1919-1943                 | Carel Albert van Woelderen                     | Vlissingen 12 juli 1877 – Wassenaar 30 januari 1951             |                    | |
| 1943-1944                           | Pieter Cornelis (Piet) Callenfels              | Maastricht 1886 – 1968                                          | NSB                | ontvluchtte Walcheren op 16 oktober 1944, achterkleinzoon van burgemeester J.W. Callenfels                                                                     |
| 1944- 1 juli 1945                   | Carel Albert van Woelderen                     | Vlissingen 12 juli 1877 – Wassenaar 30 januari 1951             |                    | laatste in Vlissingen geboren burgemeester |
| 1 maart 1946-1967                   | mr. Benjamin Kolff                             | Rotterdam 13 december 1902 – Veenendaal 21 juli 1982            | partijloos         | |
| 1967-1972                           | drs. Derk Roemers                              | Haarlem 6 februari 1915 – Laren 5 februari 1983                 | PvdA               | |
| 1972-1985                           | drs. Theodorus Johan (Theo) Westerhout         | Utrecht 19 maart 1922 – Vlissingen 3 februari 1987              | PvdA               | |
| 1986-1999                           | Jacobus Cornelus Theresia (Jaap) van der Doef  | Doorn 9 april 1934                                              | PvdA               | |
| 1999-2007                           | Anneke van Dok-van Weele                       | Zaandam 24 oktober 1947                                         | PvdA               | |
| 17 december 2007 – 14 december 2010 | drs. Wilhelmus Jacobus Alfonsus (Wim) Dijkstra | Beek 14 februari 1946                                           | PvdA               | waarnemend |
| 15 december 2010 – 5 september 2013 | drs. R.H. (René) Roep                          | Utrecht 25 april 1953                                           | CDA                | |
| 3 oktober 2013 – 31 maart 2016      | A.M. (Letty) Demmers-van der Geest             | Putten 8 augustus 1952                                          | D66                | waarnemend |
| 22 april 2016 – heden               | A.R.B. (Bas) van den Tillaar                   | Helmond 13 maart 1967                                           | CDA                | |